# Viborggade
Viborggade er en ca. 500 meter lang gade på Indre Østerbro. Det er en sidegade til Østerbrogade, hvor den begynder omtrent ved Gunnar Nu Hansens Plads. Herfra fortsætter den mod øst, hen over Bopa Plads og ender ved Strandboulevarden.
Gaden fik sit nuværende navn i 1886, opkaldt efter den jyske købstad Viborg. Indtil 1886 hed den østlige del af gaden Batterivej efter Kalkbrænderihavns Batteri, der var et søfort, anlagt i 1850'erne, til forsvaret af Københavns Havn.

## Historie og bebyggelse
Gaden ligger på det gamle areal kaldet Slagtervangen. På hele stykket fra Nøjsomhedsvej og helt op til Svanemøllen lå frem til 1850'erne kun ”Slagtervangen”. Det var Københavns Kommune, der ejede stykket, men det blev lejet ud til byens slagtere, der her lod deres dyr fede op her, før de blev slagtet til glæde for københavnerne. Omtrent hvor Viborggade udmunder i Strandboulevarden, lå en af byens galger, samt en rakkerkule til henlæggelse af døde dyr. Man kom til den af en smal vej, der bugtede sig nordøst fra Trianglen.
Omkring Viborggade og nord herfor blev der opført boliger til arbejderstanden, i modsætning til de senere opførte, mere herskabelige bebyggelser op langs Østerbrogade.
I 1860'erne opstod der et tidligt arbejderbyggeri i 2 etager i den østlige ende af Viborggade og i området. Husene blev opført af arbejdsmænd og håndværkere, og mange af arbejderne arbejdede på de nye store fabrikker i nærheden: Kryolitfabrikken, Heymans svineslagteri på Strandboulevarden og bomuldsvæveriet. De fleste af disse små huse er forsvundet til fordel for højere bebyggelse. Næste generation af huse i den vestlige ende af gaden skød op i 1880'erne i fem etager og var den typiske københavnerbebyggelse i brokvartererne.
Disse arbejderboliger blev dog – på baggrund af byggeloven af 1875 – opført i en noget bedre kvalitet end arbejderboligerne på Vesterbro og Nørrebro. Alligevel udtrykte professor Steen Eiler Rasmussen i sin bog fra 1969 om København sin undren over, at kommunen partout ønskede at rive de sunde Lægeforeningens Boliger ned, mens slumbebyggelsen i Viborggade og Ålborggade ikke på samme måde havde i myndighedernes interesse.
Tidligere overborgmester Egon Weidekamp voksede op i en trang lejlighed i Viborggade med lokum i gården, og politikeren bevidnede selv med glæde, at hans barndomshjem blev revet ned som følge af de saneringer, han selv havde igangsat.
For enden af Viborggade kan man se havnens siloer og silhuet. Det er få gader på Østerbro, hvorfra det kan fornemmes at der ligger havn og kyst så tæt på som det reelt gør. I den østlige ende af Viborggade – den tidligere Batterivej – er gaden smallere. Den blev anlagt allerede straks efter at det i 1852 var blevet tilladt at opføre større bebyggelse uden for Søernes inderside.
Bopa Plads har formelt adresse på Løgstørgade 2-10 og Viborggade 29. Der ligger to caféer og et møbelværksted. Der er udendørsservering, petanquebaner, træer og en legeplads. Disse huse som der er caféer i, er af ældre dato. De ser allerede ud som om de er af ældre dato på en tegning fra 1884. Her lå i 1990'erne Café Prøven. Pladsen blev først lukket for trafik under en trafiksanering i 1975-77.
I 1950'erne finder man et hav af småhandlende i gaden, bl.a. i nr. 1 en frugthandler og urmagerforretning ”Tik-Tak”, i nr. 3 en skomager, 11 herreekvipering, 13 damefrisørsalonen ”Chic”, 15 mejeri, 17 ”Sanika Chokolade & Biscuit en gros”, 19 viktualiehandler, marskandiser og en fiskehandler, 25 en træskohandler, 43 ”Nordisk Java The Import”, samt en cigarhandler, 61 en melhandler, 63 ”Altex Konfektionsfabrik”, 69 et bogtrykkeri, 79 vaskeriet ”Regina”, 22 en kakkelovnsrenser, 34 en frugthandel, 76 restaurationen ”Viborghus” og i nr. 78 danske bomuldsvæverier.
I Viborggade ligger blandt andet møbelpolstrere, Skønhedssaloner og Viborggades karakteristiske Den Blå Ballon. Den Blå Ballon er lukket i 2019 og der ligger nu en ny butik i samme lokaler.

## Nævneværdige bygninger i gaden
- Nr. 11: Opført 1885 af murermester Henry Hansen.

- Nr. 16: Opført 1887 for en skomager Jensen. Facaden er klassicistisk og velproportioneret.

- Nr. 41: Hus opført 1868 af arbejdsmand Nielsen. Den 20. august 1985 besættes huset, nu kaldet "Kapaw", af BZ'ere. Ryddes 30. oktober 1990 og rives ned 1993. Nu er her en afdeling af AAB, opført 1997 (Løgstørgade 12).

- Nr. 55: Her lå tidligere International Goodtemplar Orden

- Nr. 70: De tidligere bygninger for J. Kornbecks Asfaltfabrik, grundlagt 1865. Senere blev her smergelværk (Københavns Smergelfabrik) og bruges nu af Københavns Kommunes erhvervsskole TAMU (Ung i arbejde). Arkitekt Anton Rosen har tegnet værkstedsbygningen Viborggade 70 i 1907.

- Nr. 75: Her boede Riborg Jørgensen, der har skrevet sine erindringer om omvæksten i området i 1920'erne og 30'erne, Børn af arbejderklassen (1988). Karreen, hvor også Egon Weidekamp voksede op, blev revet ned i 1980'erne.

- Nr. 80: Her lå tidligere August Neuberts Bomuldsvæveri, hvis ældste fløj var helt fra 1860'erne. Alfred Thomsen tilføjede en bygning 1899. Senere indrettedes bygningerne til stearinlysfabrikation. Pia Lys-komplekset nedbrændte til grunden,[5][6] da seriepyromanen Erik Solbakke Hansen i oktober 1982 satte ild til fabrikken. Den smeltede stearin løb ned i kloakkerne og størknede, og det medførte store oversvømmelse i gaderne omkring brandstedet. På grunden opførtes siden boligkomplekset Pia Hus i 1984-85.